# I Shall Overcome
«I Shall Overcome» es una canción de la banda inglesa de música indie Hard-Fi.
Es el tercer sencillo de su segundo álbum de estudio Once Upon a Time in the West.
Escrita y coproducida por Richard Archer, el track presenta coros gospel y guitarras acústicas junto con una trompeta de mariachi en la versión "Per un Pugno di Hard-Fi". Tracy Ackerman contribuye con vocales.
Alcanzó el puesto ##35 en el UK Singles Chart en marzo del 2008, a pesar de que 1.000 ejemplares no fueron contados debido a un error cometido por un concierto en vivo. Siguió el éxito de "Suburban Knights" y "Can't Get Along (Without You)", también en Perú alcanzando el puesto # 4.

## Video musical
El 22 de enero del 2008, el video dirigido por D.A.R.Y.L fue producido por Pulse Films, fue filmado en blanco y negro, en el All Stars Boxing GYM en el Harrow Road en West London. La banda ofreció una oportunidad a sus fanes para aparecer como extras en el video. El video se dice que fue inspirado en los filmes Raging Bull y Snatch.

## Listado de canciones
| CD, sencillo |                                    |          |  |
| N.º          | Título                             | Duración |  |
| 1.           | «I Shall Overcome» (Álbum Versión) | 04:15    |  |
| 2.           | «Empty Streets»                    | 05:45    |  |
| 3.           | «Pain In My Heart»                 | 03:56    |  |

| Descarga Digital |                                                       |          |  |
| N.º              | Título                                                | Duración |  |
| 1.               | «I Shall Overcome»                                    | 04:15    |  |
| 2.               | «I Shall Overcome» (Per Un Pugno Di Hard-Fi Version ) | 05:20    |  |
| 3.               | «I Shall Overcome» (Axwell Remix)                     | 07:10    |  |
| 4.               | «I Shall Overcome» (Shoes Remix)                      | 03:59    |  |